# Französische Antarktisexpedition

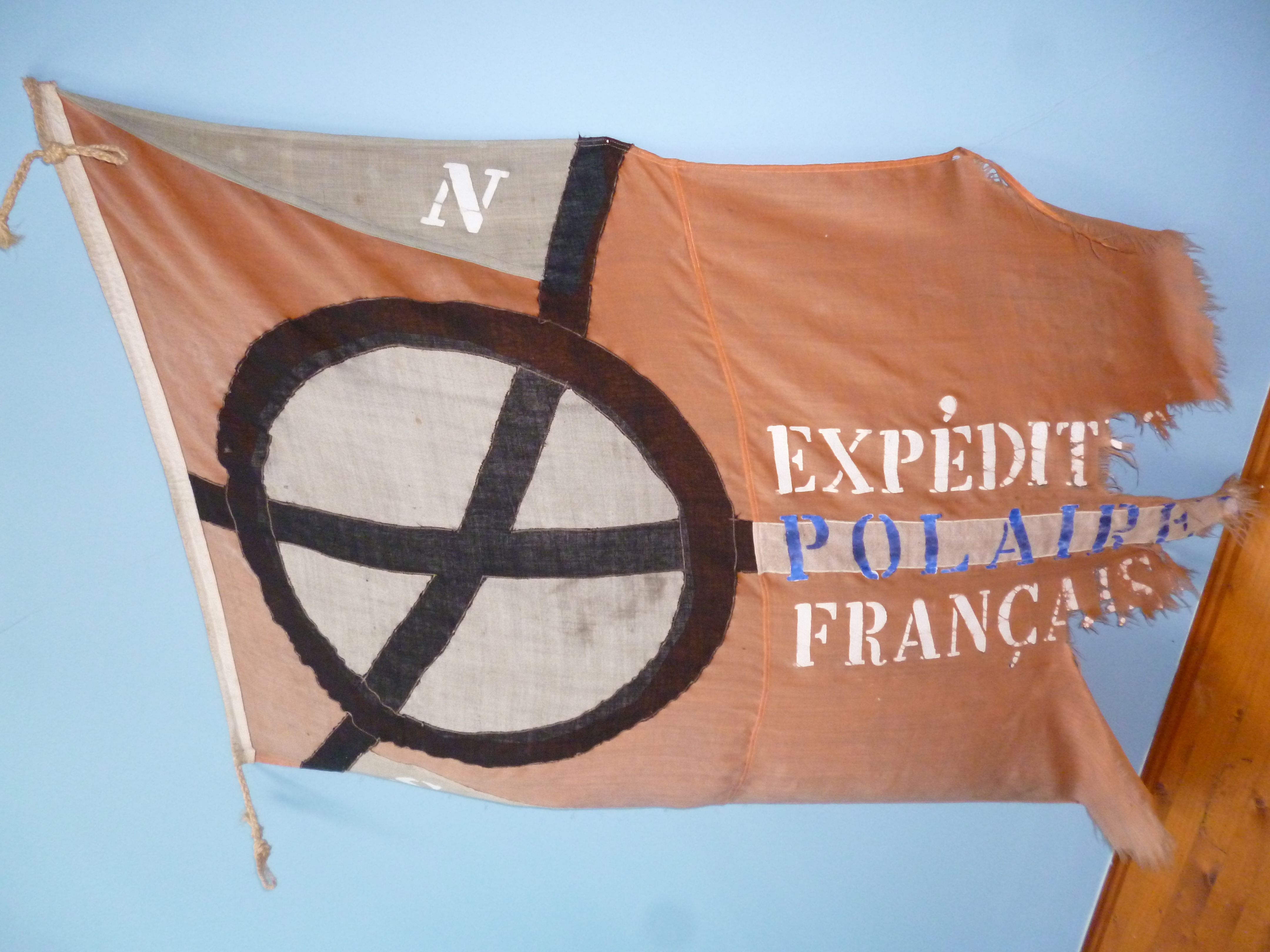
Eine Fahne der französischen Polarexpeditionen (Expéditions Polaires Françaises) im Musée Paul-Emile Victor de Prémanon (Jura)

Die ersten französischen Antarktisexpeditionen fanden von 1772 bis 1910 statt.

## Erste und zweite Expedition
1772 segelte Yves Joseph de Kerguelen de Trémarec, ein französischer Entdecker, auf der Suche nach der sagenumwobenen Terra Australis in die Antarktis, wo er die Kerguelen entdeckte und verschiedene Territorien für Frankreich in Besitz nahm. Begleitet wurde er vom Naturforscher Jean Guillaume Bruguière.
In seinem Bericht an König Louis XV. überschätzte er den Wert der Kerguelen stark; in der Folge wurde er auf eine zweite Expedition geschickt, wobei er abermals die Kerguelen erreichte. Mittlerweile war klar geworden, dass die Inseln öd, weitestgehend nutzlos und mit Bestimmtheit nicht die Terra Australis waren. Bei seiner Rückkehr wurde Kerguelen-Trémarec ins Gefängnis geschickt.

## Dritte Expedition
Ab 1837 leitete Jules Dumont d’Urville eine Expedition in die südpolaren Regionen, wo er an der Küste eines Teils der Antarktis entlangsegelte, den er seiner Frau zu Ehren Adélie-Küste nannte. Bei seiner Rückkehr 1840 wurde er zum Konteradmiral ernannt.

## Vierte Expedition
Von 1903 bis 1905 leitete Jean-Baptiste Charcot eine Expedition, die mit der Français die Westküste von Grahamland erforschte. Die Expedition erreichte 1905 die Adelaide-Insel und machte Fotos vom Palmer-Archipel und der Loubet-Küste.
1904 erforschte man oberflächlich die Südwestküste der Anvers-Insel. Eine kleine Halbinsel im Südosten der Biscoe-Bucht erhielt den Namen Presqu’ile de Biscoe, womit John Biscoe geehrt wurde, der 1832 in der Nähe gelandet sein dürfte. Im Januar 1905 wurde die Loubet-Küste erforscht und nach Émile Loubet benannt, dem damaligen Präsidenten von Frankreich. Weitere erforschte Gebiete waren die Rabot-Insel (benannt nach Charles Rabot), die Watkins-Insel, die Arthur-Bucht und die Lavoisier-Insel, die nach Fridtjof Nansen Ile Nansen genannt wurde. Der Mount Français im Trojan-Gebirge wurde nach dem Expeditionsschiff benannt.

## Fünfte Expedition
Von 1908 bis 1910 erforschte eine weitere Expedition unter Charcot mit dem Schiff Pourquoi-Pas ? die Bellingshausen-See und die Amundsen-See und entdeckte die Marguerite Bay und die Charcot-Insel, die nach ihm benannt wurde.
Man überwinterte an Bord des Schiffs in einer kleinen Bucht an der südöstlichen Seite der Petermann-Insel, die Port Circumcision genannt wurde, weil sie am 1. Januar 1909 gefunden wurde, dem traditionellen Tag für die Feier der Beschneidung Christi. Kartierte und benannte Gebiete umfassten die Renaud-Insel, die Fallières-Küste (Januar 1909, benannt nach Clement Armand Fallieres, Präsident von Frankreich) und die Marguerite Bay (benannt nach Charcots Frau).
1909 entdeckte man auch die Mikkelsen-Bucht, die allerdings wegen der Distanz nicht als Bucht erkannt wurde. Die Mikkelsen-Inseln wurden wie die Bucht nach Otto Mikkelsen benannt, einem norwegischen Taucher, der den beschädigten Rumpf der Pourquoi-Pas ? inspiziert hatte.
Die Expedition erforschte die Adelaide-Insel zum ersten Mal. Auch die Millerand-Insel wurde entdeckt und vermutlich nach Alexandre Millerand benannt, einem französischen Staatsmann. Auch Édouard de Rothschild wurde geehrt, indem man die Rothschild-Insel nach ihm benannte.